# Omeottoto
L'omeottoto o omeoptoto (dal greco ὁμοιόπτωτον, in latino homoeoptoton «uguale nella flessione»), è una figura retorica propria delle lingue flessive (come l'italiano o il latino, ma non l'inglese) che consiste nel far terminare le ultime parole delle frasi con gli stessi casi.
È l'equivalente sintattico dell'omoteleuto, che consiste invece nel far terminare le parole con le stesse lettere.

## Esempi
Nell'esempio che segue, in latino, due frasi coordinate contengono la stessa struttura con l'accusativo e il genitivo.
(Rhet Her. IV 28,8)
Nell'esempio che segue il verbo cognoscit è seguito da diversi participi coordinati tutti in accusativo.
(Virg. Aen. XII, 903, trad. di Annibale Caro)
Nelle lingue non flessive si confonde in pratica con l'omoteleuto e la rima:
(Henry Peacham, The Garden of Eloquence, 1593, s.v. Homoeoptoton)